# Wiktor Uljanicz
Wiktor Pietrowicz Uljanicz (ros. Виктор Петрович Ульянич, ur. 26 lutego 1949 we wsi Zwieriewka, ob. Zwieriewo,  zm. 27 listopada 2014 w Moskwie) – radziecki bokser, dwukrotny medalista mistrzostw Europy.
Zdobył złoty medal w wadze ciężkiej (ponad 81 kg) na mistrzostwach Europy w 1973 w Belgradzie po pokonaniu w półfinale Iona Alexe z Rumunii i w finale Petera Hussinga z RFN. Na kolejnych mistrzostwach Europy w 1975 w Katowicach wywalczył srebrny medal. Zwyciężył Jürgena Fanghänela z NRD i Garfielda McEwana z Anglii, a w finale uległ Andrzejowi Biegalskiemu.
Odnosił również sukcesy w Mistrzostwach Armii Zaprzyjaźnionych. Zwyciężył w nich w 1972 i 1974, a w 1971 zajął 2. miejsce.
Wiktor Uljanicz był wicemistrzem ZSRR w wadze ciężkiej w 1979 oraz brązowym medalistą w 1974 i 1975.
Później był trenerem w grupie wojsk radzieckich w NRD, a w latach 1986–2002 głównym trenerem sił zbrojnych.